# 9000 Hal
9000 Hal (1981 JO) là một tiểu hành tinh vành đai chính được phát hiện ngày 3 tháng 5 năm 1981 bởi Bowell, E. ở Anderson Mesa.
Nó được đặt theo tên HAL 9000 computer of the 2001: A Space Odyssey science fiction series bởi Arthur C. Clarke.